# Circus (azienda)
Circus è uno studio giapponese che si dedica allo sviluppo di visual novel per adulti. Oltre alla società principale, sono presenti altre divisioni quali Circus Northern, Circus Fetish, Circus Metal e Sanctuary. La Circus ha anche collaborato con Broccoli, GameCrab e l'artista giapponese Rei Izumi per la pubblicazione di True Tears sotto il marchio La'cryma. Anche Sora o Tobu, Mittsu no Hōhō, nata dalla collaborazione con Broccoli, è stata pubblicata sotto lo stesso marchio.

## Giochi prodotti

### Circus
1. Aries (28 aprile 2000)
2. Yaminabe Aries: Asu e no Chōsenjō (29 settembre 2000)
3. Utau Ehon 1 2 3 Hai!! (8 novembre 2002)
4. Suika: Ō 157 Shō (25 luglio 2003)
5. Gaddeemu & Judeemu (1º aprile 2004)
6. Aries PureDream (1º aprile 2004)
7. Aries LoveDream (2 aprile 2004)
8. Saishū Shiken Kujira (23 dicembre 2004)
9. Utau Ehon 4 5 6 Hi! Hi! (26 agosto 2005)
10. Saishū Shiken Kujira: Departures (23 dicembre 2005)
11. Circus Disc: Christmas Days (22 dicembre 2006)
12. Circus Land I: Doki! Heroine Ippai Hatsunejima Cosplay Miss Contest Matsuri Yoridori Midori de Suki na Ko Eran de Kisekae Ikusei Date Dayo Niisan (27 luglio 2007)
13. Da Capo Poker (29 febbraio 2008)
14. C.D.C.D.2 (25 luglio 2008)
15. Homemaid Sweets (29 agosto 2008)
16. Valkyrie Complex (29 maggio 2009)
17. Da Capo II: To You (26 giugno 2009)
18. Da Capo II: Fall in Love (15 dicembre 2009)
19. RPG Gakuen (25 giugno 2010)
20. uni. (28 ottobre 2010)
21. Da Capo Dream X'mas (25 giugno 2010)
22. Suika Niritsu (9 settembre 2011)
23. D.S.: Dal segno (28 aprile 2016)

### Circus Northern
1. Infantaria (26 gennaio 2001)
2. Suika (27 luglio 2001)
3. Archimedes no Wasuremono (14 dicembre 2001)
4. Da Capo (28 giugno 2002)
5. Da Capo: White Season (13 dicembre 2002)
6. Da Capo: Plus Communication (28 maggio 2004)
7. Da Capo: Summer Vacation (27 agosto 2004)
8. Suika AS+ (24 settembre 2004)
9. AR Forgotten summer (24 febbraio 2006)
10. Da Capo II (26 maggio 2006)
11. Da Capo II: Spring Celebration (27 aprile 2007)
12. Eternal Fantasy (22 novembre 2007)
13. Da Capo: After Seasons (27 giugno 2008)
14. Da Capo III (27 aprile 2012)
15. DCV ~Da Capo Valkyrie Complex~

### Circus Fetish
1. Sukumizu: Fetch ni Narumon! (25 luglio 2003)
2. Tsui no Yakata: Koibumi (27 febbraio 2004)
3. Tsui no Yakata: Futatsu Boshi (26 marzo 2004)
4. Tsui no Yakata: Tsumi to Batsu (30 aprile 2004)
5. Tsui no Yakata: Orihime (28 maggio 2004)
6. Tsui no Yakata: Ningyō (25 giugno 2004)
7. Homemaid (8 ottobre 2004)
8. Sukumizu: Oyo ge na i (26 agosto 2005)

### Circus Metal
1. Mai-HiME Unmei no Ketōju Shura (30 giugno 2006)

### Sanctuary
1. Da Capo: Girls Symphony (26 febbraio 2008)